# Won Yong-Choi
Won Yong-Choi (3 de diciembre de 1975) es un deportista norcoreano que compitió en judo. Ganó una medalla de bronce en el Campeonato Asiático de Judo de 2001 en la categoría de –66 kg.

## Palmarés internacional
| Campeonato Asiático | Campeonato Asiático   | Campeonato Asiático | Campeonato Asiático |
| Año                 | Lugar                 | Medalla             | Categoría           |
| ------------------- | --------------------- | ------------------- | ------------------- |
| 2001                | Ulán Bator (Mongolia) | Medalla de bronce   | –66 kg              |